# NGC 6747
NGC 6747 (другие обозначения — PGC 62564, ZWG 341.12, NPM1G +72.0185) — эллиптическая галактика (E) в созвездии Дракон.
Этот объект входит в число перечисленных в оригинальной редакции «Нового общего каталога».